# Diamond DA20
El Diamond DA20 és una avioneta monomotor, de 2 places, construïda amb materials plàstics. És un disseny de l'empresa austríaca Diamond Aircraft i es fabrica a Àustria i el Canadà.

## Especificacions i variants

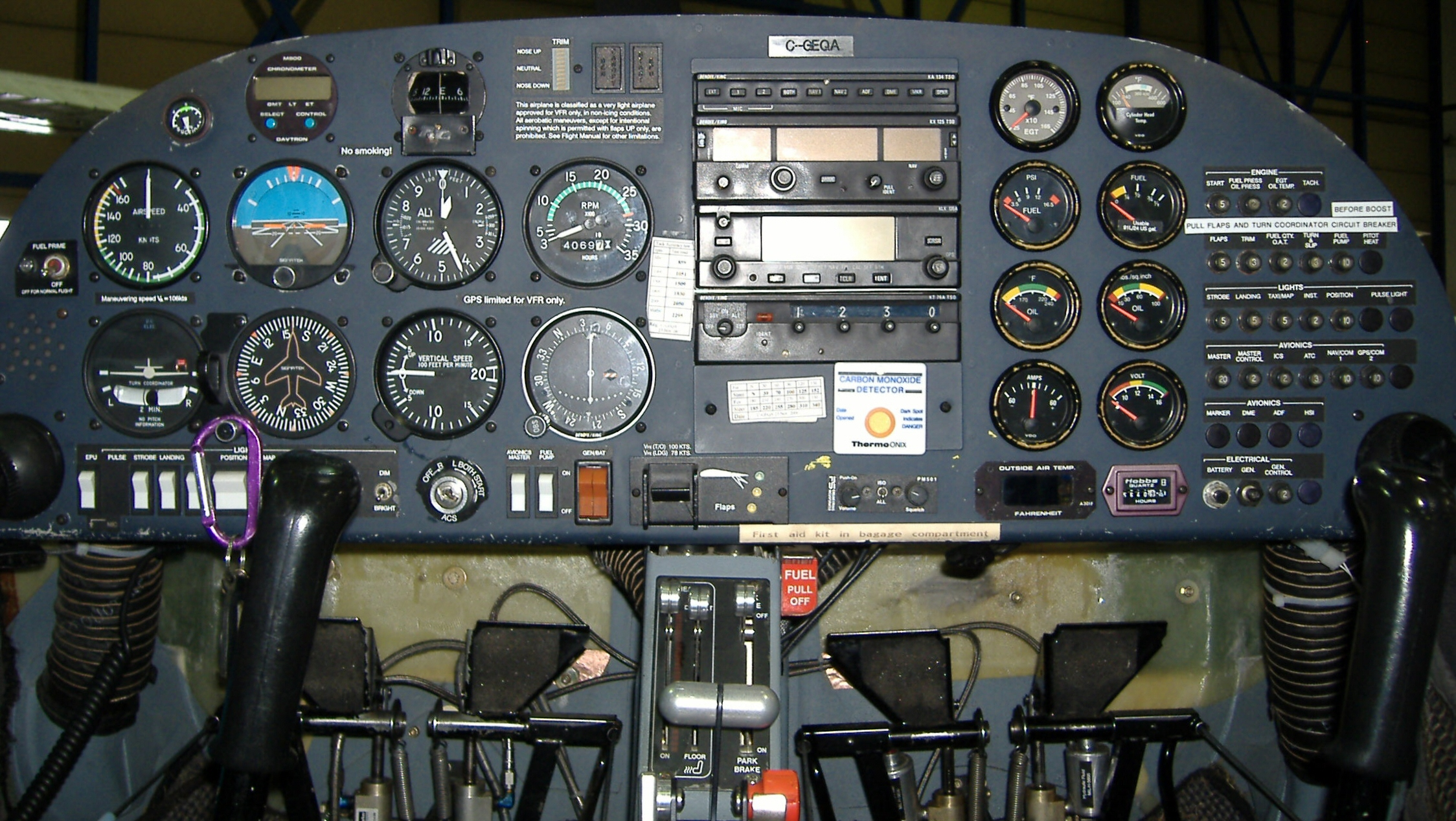
Panell d'instrumentació de vol d'un DA20-C1

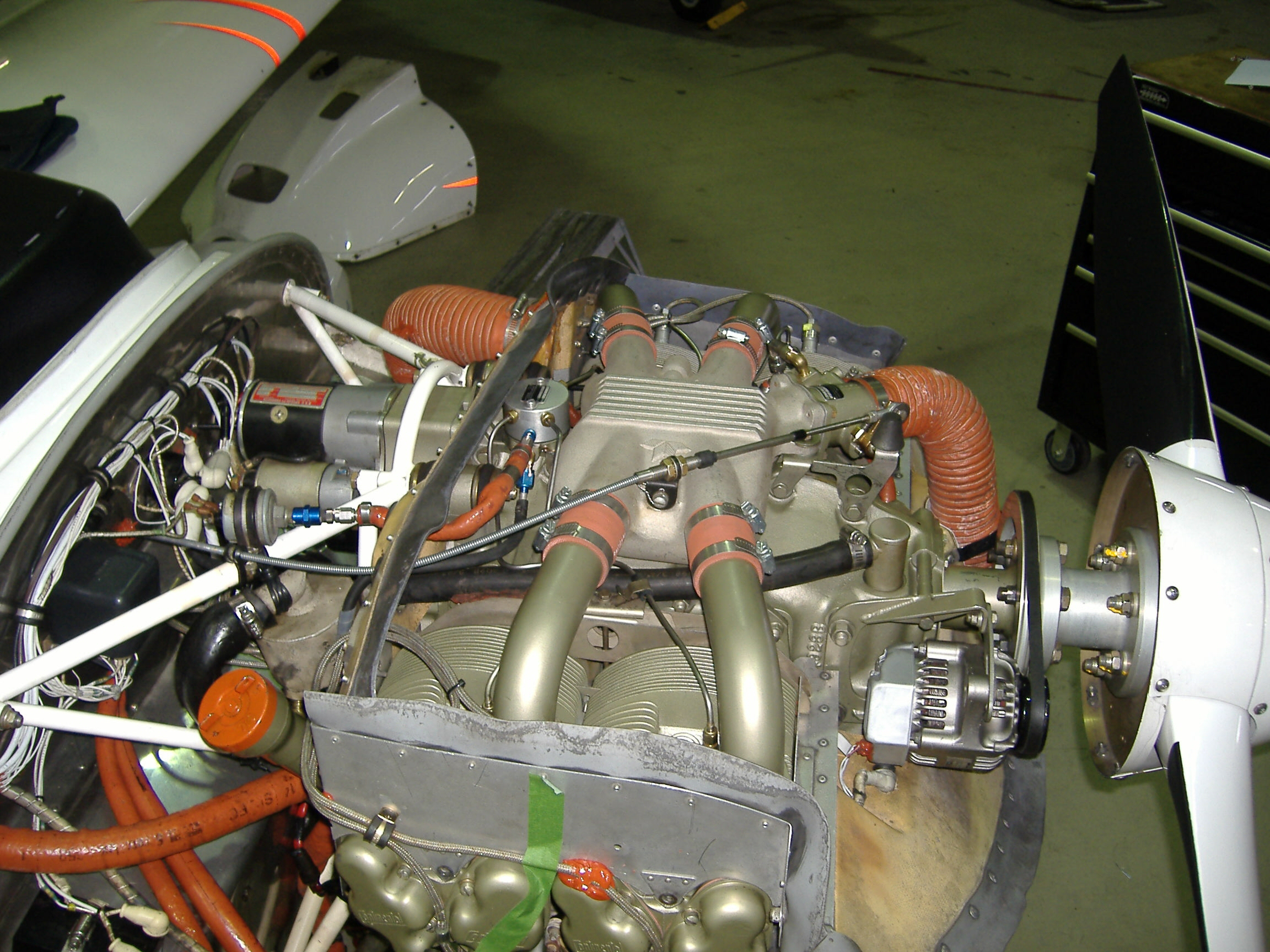
Motor Continental IO-240-B d'un Diamond DA20-C1

| Paràmetres tècnics                                                      | DA20-A1-80                 | DA20-A1-100                | DA20-C1-Evolution    | DA20-C1-Eclipse      |
| ----------------------------------------------------------------------- | -------------------------- | -------------------------- | -------------------- | -------------------- |
| Motor                                                                   | Rotax 912                  | Rotax 912 S                | Continental O-240    | Continental O-240    |
| Potència (MSL, ISA)                                                     | 80 CV                      | 100 CV                     | 125 CV               | 125 CV               |
| Hèlix                                                                   | de pas variable de 2 pales | de pas variable de 2 pales | de pas fix i 2 pales | de pas fix i 2 pales |
| Envergadura                                                             | 10,9 m                     | 10,9 m                     | 10,9 m               | 10,9 m               |
| Longitud                                                                | 7,23 m                     | 7,23 m                     | 7,23 m               | 7,23 m               |
| Altura                                                                  | 1,90 m                     | 1,90 m                     | 1,90 m               | 1,90 m               |
| Superfície alar                                                         | 11,61 m²                   | 11,61 m²                   | 11,61 m²             | 11,61 m²             |
| Sostre de vol                                                           | 5.000 m                    | 5.000 m                    | 5.000 m              | 5.000 m              |
| Pes màxim a l'enlairament / aterratge                                   | 510 kg                     | 510 kg                     | 529 kg               | 529 kg               |
| Dipòsit de combustible estàndard (utilitzable)                          | 74 l                       | 74 l                       | 93 l                 | 93 l                 |
| Distància d'enlairament fins a arribar a 15 m d'altura (MTOW, MSL, ISA) | 475 m                      | 454 m                      | 448 m                | 448 m                |
| Taxa d'ascens (MTOW, MSL, ISA)                                          | 680 peus/minut             | 715 peus/minut             | 1000 peus/minut      | 1000 peus/minut      |
| Velocitat de creuer (70% de potència a 6.000 peus, ISA)                 | 104 nusos (193 km/h)       | 125 kt (232 km/h)          | 135 kt (250 km/h)    | 135 kt (250 km/h)    |
| Consum al 70% de potència                                               | 16 l/h                     | 23 l/h                     | 21 l/h               | 21 l/h               |
| Autonomia                                                               | 840 km                     | 800 km                     | 1013 km              | 1013 km              |